# トンカラリン
トンカラリンは、熊本県玉名郡和水町にある隧道（トンネル）型遺構。熊本県指定史跡に指定されている。

## 概要
江田船山古墳（国の史跡）がある清原（）台地に位置し、全長は464.6メートル、自然の地隙や人工の石組暗渠で構成されている。「トンカラリン」の名称は、穴に石を投げ込むと「とんからりん」という音が聞こえることからつけられたという説がある。また、考古学者の吉村作治により古代エジプトのピラミッドとの共通点もいくつか指摘されている。石積みが布石積みという日本では珍しい工法であり、これはエジプトのピラミッドと同じものである。

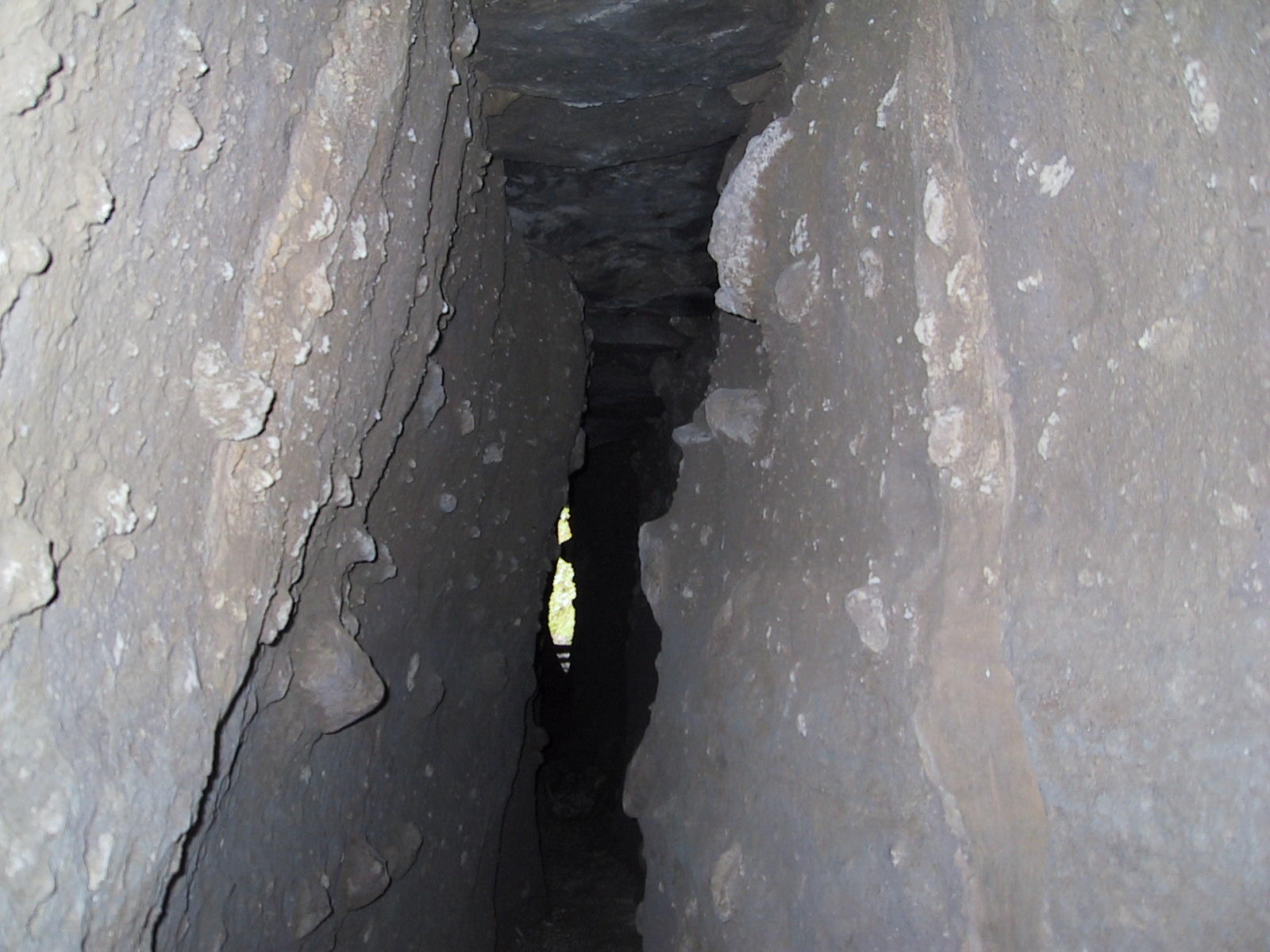
地隙部分。自然の地隙に石で蓋をしたもの
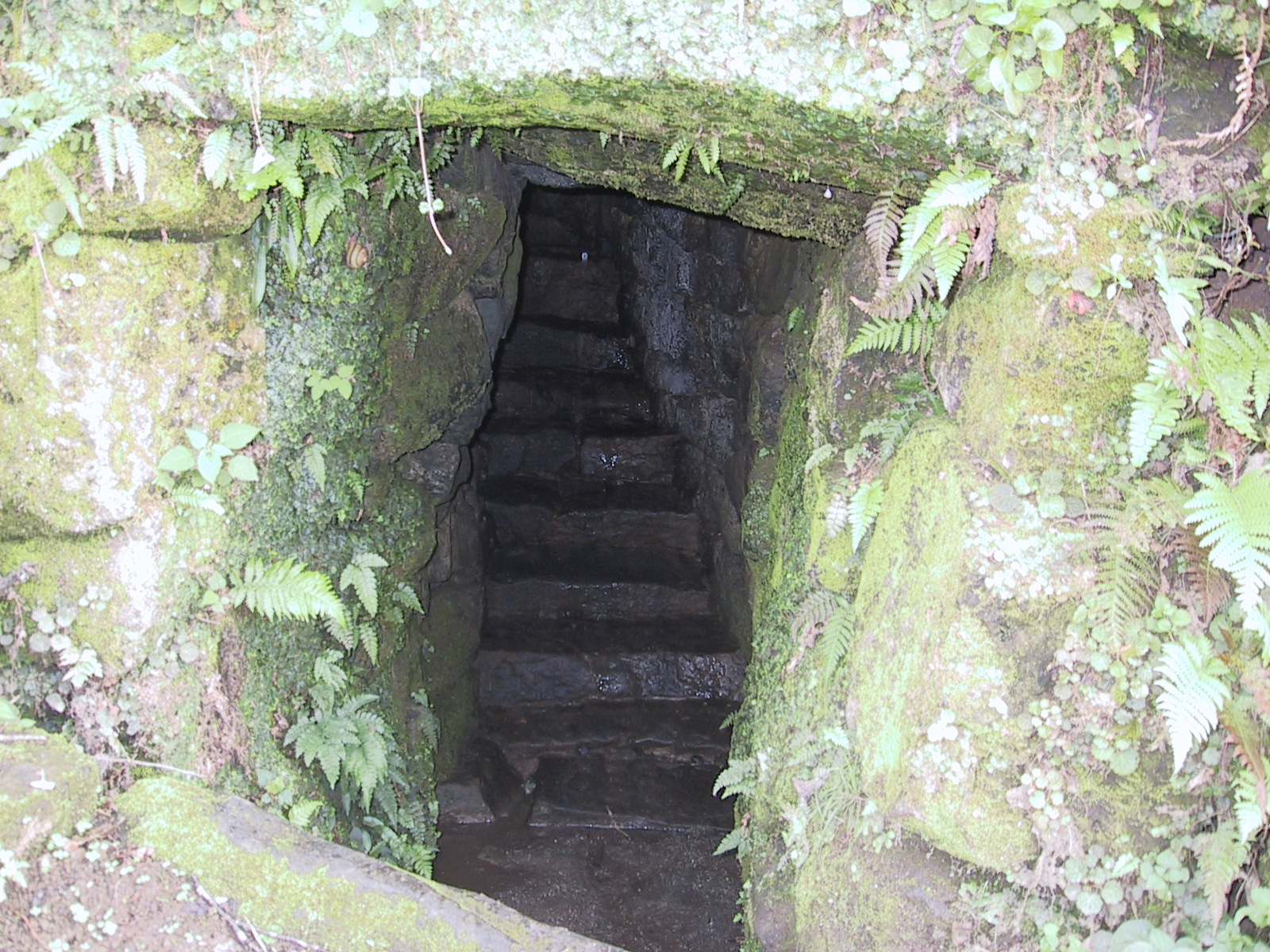
石組暗渠部分。内部に階段状の造作が見えるが、屈んでも入れないほど狭い

## 建造目的
トンカラリンに関しては民間伝承もなく、排水路説、古代人の信仰遺跡説、道教由来説、古代朝鮮由来説などの諸説があるが、未だに定説はない。熊本県教育委員会は1974年に現地調査を行い、1978年3月に「近世の排水路」との調査報告書を一旦は発表したが、用水路説と信仰遺跡説も検討すべきと将来の検討にゆだねている。2001年に同教委と当時の菊水町教育委員会が再調査し、排水路にしては不都合な点が多すぎるとして、現在は再び「謎の遺跡」とされている。ただし、近世以降の遺構であることは確かであり、「謎の遺跡」だからといって一部の者が主張するように古代遺跡だというわけではない。この調査では第2のトンカラリンが2001年に発見され、さらに第3、第4のトンカラリンが埋蔵されている可能性も指摘されている。
作家の松本清張は、1975年5月にトンカラリンを訪れ、『魏志倭人伝』の一節からトンカラリンが邪馬台国の卑弥呼の鬼道であるとの説を唱えて、トンカラリンの存在が広く知られるきっかけを作った。

## トンカラリンシンポジウム
2001年10月29日に、菊水町（現：和水町）における熊本県県民文化祭において、トンカラリンシンポジウムが開かれ、当時までの研究が総括された。筑波大学名誉教授の井上辰夫、熊本県文化財保護審議会委員の古閑三博のほか、飯田精也、大田幸博、井上智重、出宮徳尚が出席した。井上辰夫は「穴に潜って出ることは俗から聖、死から生への転換で、トンカラリンはこの秘儀と結びついているだろう」と述べた。古閑、飯田は「地裂は地震でなく、雨でも起こる」と述べ排水路説を否定、大田も「地裂を重要視、出土遺物を検討しその使用は江戸時代の初期を下限とする」と述べた。上限は中世とした。

## 広島のトンカラリン

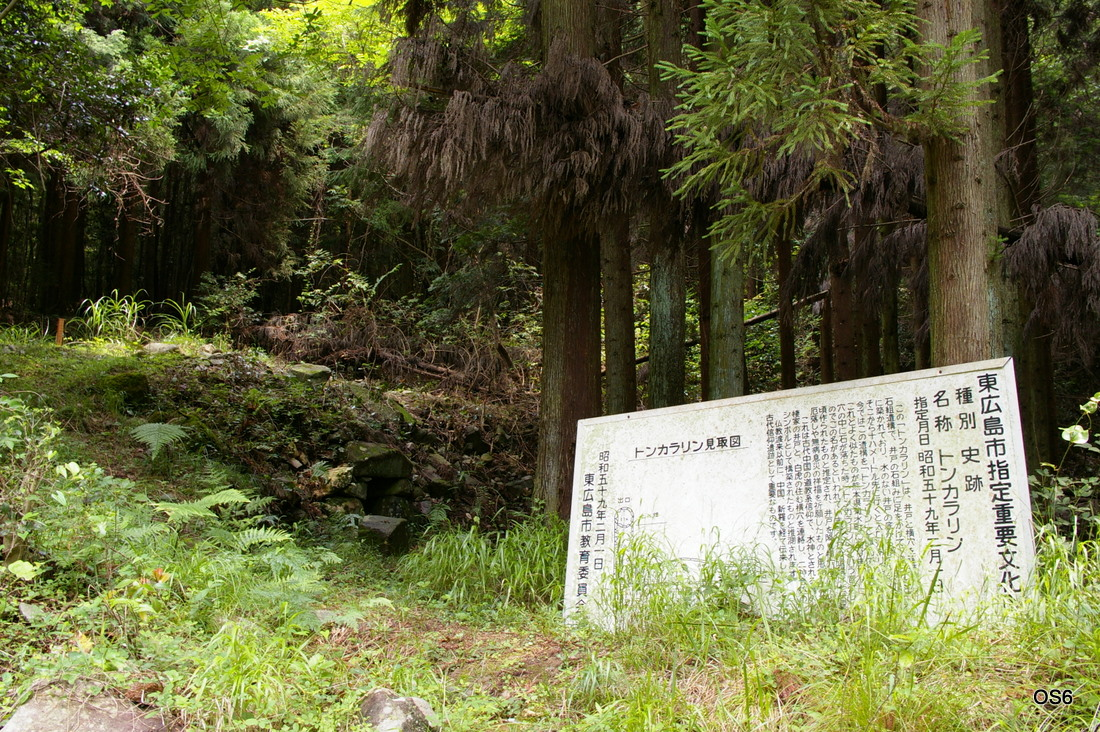
東広島のトンカラリン

広島県東広島市安芸津町三津信僧にも同名の隧道型遺構が存在するが、これは、熊本のトンカラリンにちなんで名付けられたものである。

## 交通アクセス
- 玉名駅もしくは新玉名駅から九州産交バス山鹿温泉ゆきに乗車し「菊水ロマン館前」下車、徒歩5分 (400 m)。
- 九州自動車道菊水インターチェンジから2.7 km。